# Pohradice
Pohradice (německy Poratsch) jsou zaniklá vesnice v okrese Teplice. Stávaly asi 2,5 kilometru východně od Světce a dva kilometry severozápadně od Kostomlat pod Milešovkou. Existuje také katastrální území Pohradice o výměře 2,17 km².

## Název
Nejstarším tvarem názvu vesnice byly Podhradice. Jméno odkazovalo na ves lidí, kteří byli povinováni službou k světeckému zámku. V historických pramenech se objevuje ve tvarech: Pohradicze (1549), Pohradicž (1564), Podhradicz (1565), Pohradicze (1588), Boracž (1787) a Poratsch nebo Porač (1833).

## Historie
První písemná zmínka o vesnici pochází z roku 1549.
Vesnice zanikla v letech 1960–1970 v důsledku poddolování při těžbě hnědého uhlí v dole Svornost – Stalingrad u Ohníče.

## Obyvatelstvo
Při sčítání lidu v roce 1921 zde žilo 136 obyvatel (z toho 68 mužů), z nichž bylo dvacet Čechoslováků a 116 Němců. S výjimkou jednoho člověka bez vyznání se hlásili k římskokatolické církvi. Podle sčítání lidu z roku 1930 měla vesnice 161 obyvatel: 25 Čechoslováků a 136 Němců. Kromě osmi lidí bez vyznání byli římskými katolíky.
|           | 1869 | 1880 | 1890 | 1900 | 1910 | 1921 | 1930 | 1950 |
| --------- | ---- | ---- | ---- | ---- | ---- | ---- | ---- | ---- |
| Obyvatelé | 133  | 117  | 107  | 112  | 120  | 136  | 161  | 80   |
| Domy      | 21   | 22   | 22   | 23   | 25   | 24   | 30   | 26   |

## Pamětihodnosti
Na Pohradické hoře se dochovalo torzo rozhledny Aloisova výšina pojmenované po pražském arcibiskupovi Aloisovi Josefu Schrenkovi.

## Osobnosti
- Josef Böhr (1862–1944), politik